# Venha Ver o Sol na Estrada
Venha Ver o Sol na Estrada é uma telenovela brasileira produzida e exibida pela RecordTV entre 2 de abril e 27 de julho de 1973, em 101 capítulos, substituindo Eu e a Moto e encerrando o horário das 18h30 naquela primeira fase de dramaturgia da emissora. Escrita por Leilah Assumpção e dirigida por Antunes Filho. Sofreu com a censura da ditadura militar devido ao tema da emancipação feminina e a ter uma protagonista que não desejava se casar, muito polêmico para a época.
Conta com Márcia de Windsor, Jairo Arco e Flexa, Carmem Silva, Márcia Real, Hemílcio Fróes, Jacques Lagoa, Jussara Freire e Ney Latorraca nos papéis principais.

## Enredo

Márcia de Windsor nos bastidores da novela.

Milena é uma moça moderna que, mesmo já tendo 30 anos, não sonha em se casar ou ter filhos, querendo estabelecer-se profissionalmente ao assumir os negócios da família, o que desagrada seus pais Belinda e Araújo e choca suas amigas da alta sociedade Solange, Carminha e Eugênia, que almejam um marido rico apenas. Ela conhece Vicente, moço do interior que chegou em São Paulo junto com a família após seu pai morrer para tentar se reerguer, nascendo um inesperado romance entre eles. Porém a mãe dele, Tonica, é contra o relacionamento e quer o filho casado com uma moça tradicional e submissa, que aceite o papel de dona-de-casa. Entre esses dois mundos, Vicente aprende a lidar com a emancipação feminina e o novo papel do homem.
Os irmãos de Vicente também vivem seus dilemas: Dudu é um moço mau-caráter que sonha em dar um golpe numa ricaça, enquanto Celina se divide entre os amores de Arnaldo e Marcelo.

## Elenco
| Ator/Atriz         | Personagem              |
| ------------------ | ----------------------- |
| Márcia de Windsor  | Milena Araújo           |
| Jairo Arco e Flexa | Vicente Lourenço        |
| Carmem Silva       | Tonica Lourenço         |
| Márcia Real        | Belinda Araújo          |
| Hemílcio Fróes     | Dr. Araújo              |
| Jacques Lagoa      | Eduardo Lourenço (Dudu) |
| Jussara Freire     | Celina Lourenço         |
| Ney Latorraca      | Arnaldo                 |
| Ivan Lima          | Marcelo                 |
| Cléo Ventura       | Juliana                 |
| Ivete Bonfá        | Madame Peixoto          |
| Betina Viany       | Solange                 |
| Francisca Maria    | Carminha                |
| Maria Celeste      | Eugênia                 |
| Goulart de Andrade | Tony                    |
| Francarlos Reis    | Franco                  |
| Renato Master      | Tico                    |
| Turíbio Ruiz       | Richard                 |
| Neusa Borges       | Cibele                  |
| Paulo Hesse        | Renan                   |
| Jorge Gomes        | Fabiano                 |

### Participações especiais
| Ator/Atriz    | Personagem      |
| ------------- | --------------- |
| Chico Martins | Vadico Lourenço |